# Aerial
Pour un article plus général, voir Discographie et vidéographie de Kate Bush.
Albums de Kate Bush
The Red Shoes
(1993) Director's Cut
(2011)
Singles
1. King of the Mountain
Sortie : 24 octobre 2005

Aerial est le huitième album studio de Kate Bush, sorti en double album en 2005, soit douze ans après le précédent, The Red Shoes.

## Vue d'ensemble
Aerial est le premier double album de Kate Bush, sorti après une absence musicale de douze ans au cours de laquelle elle a consacré son temps à sa famille et à l’éducation de son fils, Bertie. La sortie de l’album était grandement attendue, et des articles de presse consacrés à Kate Bush commencèrent à paraître des mois, voire des années auparavant. Comme pour son album précédent, The Red Shoes, la pochette ne comporte pas de photographie de la chanteuse, mais symbolise plutôt la célébration du ciel, de la mer et du chant des oiseaux par l’album. L’image, qui semble montrer une chaîne de montagnes dans la lumière d'un coucher du soleil réfléchi sur la mer, représente en fait la forme de l'onde d'un chant de merle, sur une photographie aux teintes rougeoyantes.
Aerial est un des albums de Kate Bush les plus acclamés par la critique. Musicalement, l’album est une œuvre hétéroclite, incorporant des éléments de folk, classique, reggae, flamenco et rock.

### A Sea of Honey
Le premier disque, A Sea of Honey, rassemble des titres d'inspiration variée : King of the Mountain se réfère à Elvis Presley et au film Citizen Kane ; π décrit l'obsession d'un homme pour le nombre Pi (l'auteur et autiste savant Daniel Tammet a révélé qu'il était l'inspiration derrière cette chanson) ; Bertie est dédié au fils de la chanteuse ; Joanni évoque Jeanne d'Arc ; avec A Coral Room, elle fait face à la disparition de sa mère et au passage du temps.

### A Sky of Honey
Le deuxième disque, sous-titré A Sky of Honey, consiste en un seul morceau de musique décrivant une expérience d’aventures en plein air par une journée d’été, commençant le matin et se terminant le jour suivant avec le prochain lever du soleil. Des chants d’oiseaux sont omniprésents sur le disque, et tous les morceaux se réfèrent au ciel et à la lumière du soleil, avec la mer comme autre élément important. Commençant avec des merles chantant dans le chœur de l’aube, un pigeon des bois rouant, un son de piano, et la voix du fils de Kate Bush, le morceau débute par un réveil tôt le matin par une belle journée ensoleillée ; s'ensuivent l'œuvre d'un peintre, travaillant sur la peinture de la chaussée (An Architect's Dream et The Painter's Link), et un coucher de soleil écarlate (Sunset). L’interlude Aerial Tal consiste en une imitation de chant d'oiseaux par la chanteuse, tandis que Somewhere in Between célèbre la nature ambiguë du crépuscule. Nocturn nous raconte l'histoire de deux amoureux se baignant dans la mer à la tombée de la nuit sous un ciel étoilé. Le cycle du morceau se termine par Aerial et son accueil euphorique du lever du soleil du lendemain.
Cette organisation rappelle l'album Hounds of Love de la chanteuse en 1985, lui aussi en deux parties. L'ensemble est dominé par le piano de Kate Bush. L'orchestration est arrangée par Michael Kamen.
Lors de son spectacle Before the Dawn en 2014 à Londres, King of the Mountain, Joanni et tout le cycle de chansons de A Sky of Honey ont été joués pour la première fois en concert.

## Réception
Le 13 novembre 2005, Aerial entre dans le UK Albums Chart , atteignant la 3e place avec plus de 90 000 exemplaires vendus lors de sa première semaine de sortie. Au Canada, l’album a été certifié disque de platine (100 000 exemplaires vendus). Le 10 janvier 2006, Kate Bush a été nommée pour deux Brit Awards : Meilleure artiste solo britannique et Meilleur album britannique pour Aerial. Le magazine musical britannique Mojo l’a nommé troisième meilleur album de 2005, derrière I Am a Bird Now d’Antony et The Johnsons and Funeral d’Arcade Fire. Rob Chapman a déclaré dans le Times que « son triptyque de clôture, Somewhere in Between, Nocturn et Aerial, représente le final le plus joyeux et euphorique d’un album que l'on entendra de toute l’année .» Dans un article de Stylus Magazine, Marcello Carlin a déclaré que « Aerial est un triomphe, un imposant double chef-d’œuvre arrivant comme un énorme galion dans le bassin peu profond de la dignité et du bonheur qui définit la pop de cette époque. Il cherche à donner une nouvelle vie aux âmes mortes — qu’il s’agisse d’Elvis ou de sa propre mère ou même du nombre Pi — et trouve cette vie renouvelée chez le jeune Bertie. »
Dans A Coral Room, avec pour seuls instruments son piano et sa voix, la chanteuse fait face à la perte de sa mère et au passage du temps. Le morceau a été salué par les critiques comme « époustouflant dans sa simplicité », « profondément émouvant » et « l’une des plus belles » chansons que l'artiste ait jamais enregistrée.

### Single
L'unique single issu de l'album est King of the Mountain. La face B du single est une reprise de Sexual Healing de Marvin Gaye, enregistrée en 1994, et qui n’était disponible sur aucun album de la chanteuse jusqu’à la sortie de la compilation The Other Sides en 2018.
Le single a culminé dans le classement des singles au Royaume-Uni au numéro 4, devenant le troisième meilleur single de Kate Bush en termes de classement.

## Rééditions
À la mi-mai 2010, Aerial est sorti pour la première fois sur iTunes. Le deuxième disque, A Sky of Honey, se joue désormais comme une seule piste, en continu, et change son nom en An Endless Sky of Honey. En août 2010, la version CD a été rééditée par Sony Legacy aux États-Unis. L’année suivante, Kate Bush réédite Aerial aux côtés d’autres de ses albums sur son propre label Fish People, puis réitère en 2018 avec les versions remastérisées.
Dans l’édition remastérisée de 2018, A Sky of Honey revient à ses neuf titres originaux. Les parties parlées de An Architecter’s Dream et The Painter’s Link de Rolf Harris sont retirées et remplacées par des paroles d'Albert "Bertie" McIntosh, le fils de Kate Bush.

## Pistes
Toutes les chansons sont écrites et composées par Kate Bush.
| Disque 1 : A Sea of Honey | Disque 1 : A Sea of Honey | Disque 1 : A Sea of Honey | Disque 1 : A Sea of Honey | Disque 1 : A Sea of Honey | Disque 1 : A Sea of Honey | Disque 1 : A Sea of Honey | Disque 1 : A Sea of Honey | Disque 1 : A Sea of Honey | Disque 1 : A Sea of Honey |
| No                        | Titre                     | Durée                     |                           |                           |                           |                           |                           |                           |                           |
| ------------------------- | ------------------------- | ------------------------- | ------------------------- | ------------------------- | ------------------------- | ------------------------- | ------------------------- | ------------------------- | ------------------------- |
| 1.                        | King of the Mountain      | 4:53                      |                           |                           |                           |                           |                           |                           |                           |
| 2.                        | π                         | 6:09                      |                           |                           |                           |                           |                           |                           |                           |
| 3.                        | Bertie                    | 4:18                      |                           |                           |                           |                           |                           |                           |                           |
| 4.                        | Mrs. Bartolozzi           | 5:58                      |                           |                           |                           |                           |                           |                           |                           |
| 5.                        | How to Be Invisible       | 5:32                      |                           |                           |                           |                           |                           |                           |                           |
| 6.                        | Joanni                    | 4:56                      |                           |                           |                           |                           |                           |                           |                           |
| 7.                        | A Coral Room              | 6:12                      |                           |                           |                           |                           |                           |                           |                           |
| 37:58                     |                           |                           |                           |                           |                           |                           |                           |                           |                           |

| Disque 2 : A Sky of Honey | Disque 2 : A Sky of Honey | Disque 2 : A Sky of Honey | Disque 2 : A Sky of Honey | Disque 2 : A Sky of Honey | Disque 2 : A Sky of Honey | Disque 2 : A Sky of Honey | Disque 2 : A Sky of Honey | Disque 2 : A Sky of Honey | Disque 2 : A Sky of Honey |
| No                        | Titre                     | Durée                     |                           |                           |                           |                           |                           |                           |                           |
| ------------------------- | ------------------------- | ------------------------- | ------------------------- | ------------------------- | ------------------------- | ------------------------- | ------------------------- | ------------------------- | ------------------------- |
| 1.                        | Prelude                   | 1:26                      |                           |                           |                           |                           |                           |                           |                           |
| 2.                        | Prologue                  | 5:42                      |                           |                           |                           |                           |                           |                           |                           |
| 3.                        | An Architect's Dream      | 4:50                      |                           |                           |                           |                           |                           |                           |                           |
| 4.                        | The Painter's Link        | 1:35                      |                           |                           |                           |                           |                           |                           |                           |
| 5.                        | Sunset                    | 5:58                      |                           |                           |                           |                           |                           |                           |                           |
| 6.                        | Aerial Tal                | 1:01                      |                           |                           |                           |                           |                           |                           |                           |
| 7.                        | Somewhere in Between      | 5:00                      |                           |                           |                           |                           |                           |                           |                           |
| 8.                        | Nocturn                   | 8:34                      |                           |                           |                           |                           |                           |                           |                           |
| 9.                        | Aerial                    | 7:52                      |                           |                           |                           |                           |                           |                           |                           |
| 42:00                     |                           |                           |                           |                           |                           |                           |                           |                           |                           |

| Disque 2 : An Endless Sky of Honey (Réédition de 2010) | Disque 2 : An Endless Sky of Honey (Réédition de 2010) | Disque 2 : An Endless Sky of Honey (Réédition de 2010) | Disque 2 : An Endless Sky of Honey (Réédition de 2010) | Disque 2 : An Endless Sky of Honey (Réédition de 2010) | Disque 2 : An Endless Sky of Honey (Réédition de 2010) | Disque 2 : An Endless Sky of Honey (Réédition de 2010) | Disque 2 : An Endless Sky of Honey (Réédition de 2010) | Disque 2 : An Endless Sky of Honey (Réédition de 2010) | Disque 2 : An Endless Sky of Honey (Réédition de 2010) |
| No                                                     | Titre                                                  | Durée                                                  |                                                        |                                                        |                                                        |                                                        |                                                        |                                                        |                                                        |
| ------------------------------------------------------ | ------------------------------------------------------ | ------------------------------------------------------ | ------------------------------------------------------ | ------------------------------------------------------ | ------------------------------------------------------ | ------------------------------------------------------ | ------------------------------------------------------ | ------------------------------------------------------ | ------------------------------------------------------ |
| 8.                                                     | An Endless Sky of Honey                                | 42:00                                                  |                                                        |                                                        |                                                        |                                                        |                                                        |                                                        |                                                        |
| Durée totale : 79:58                                   |                                                        |                                                        |                                                        |                                                        |                                                        |                                                        |                                                        |                                                        |                                                        |

## Personnel
- Kate Bush – chant, piano sur (4, 7, 9, 12), claviers sur (1-3, 5-6, 8, 10, 13-6)
- Dan McIntosh – guitares électrique et acoustique sur (1-2, 5-6, 10, 12, 14-1)
- Eligio Quinteiro – guitare Renaissance sur (3)
- Del Palmer – basse sur (1, 5, 6, 14, 16)
- Eberhard Weber basse sur (2, 9)
- John Giblin - basse sur (10, 15), basse acoustique sur (12)
- Gary Brooker – orgue Hammond sur (14-15), chœurs sur (12, 14)
- Steve Sanger – batterie sur (1, 16)
- Stuart Elliot - batterie sur (2, 5, 12, 14)
- Peter Erskine, - batterie sur (9, 10, 15)
- Bosco D'Oliveira – percussions sur (15-16)
- Rolf Harris – didjeridoo sur (11)
- Lol Crème - chœurs sur (2, 15)
- Paddy Bush – chœurs sur (1)
- Michael Wood– voix masculine sur (7)
- Chris Hall – accordéon sur (5)
- Richard Campbell - viole de gambe sur (3)
- Susan Pell - viole de gambe sur (3)
- Robin Jeffrey – percussions Renaissance sur (3)
- Albert McIntosh (Bertie, fils de Kate Bush)  "The Sun" - sur (8)
- Michael Kamen - arrangements orchestraux sur (9, 11)
- Bill Dunne - arrg des cordes sur (3)
- London Metropolitan Orchestra dirigé par Michael Kamen sur (9, 11)

### Production
- Del Palmer – ingénieur d'enregistrement et de mixage
- Simon Rhodes – ingénieur (Studios Abbey Road)
- Chris Bolster – assistant ingénieur
- James Guthrie – mastering

## Certifications et ventes
| Région                       | Certification | Ventes    |
| ---------------------------- | ------------- | --------- |
| Canada (Music Canada)        | Platine       | 100 000   |
| Finlande (Musiikkituottajat) | Or            | 23 811    |
| France (SNEP)                | Or            | 100 000   |
| Allemagne (BVMI)             | Or            | 100 000   |
| Irlande (IRMA)               | Or            | 7 500     |
| Royaume-Uni (BPI)            | Platine       | 300 000   |
| Pologne (ZPAV)               | Or            | 10 000    |
| Récapitulatif                |               |           |
| Monde entier                 | —             | 1 100 000 |